# Messatoporus arcuatus
Messatoporus arcuatus är en stekelart som först beskrevs av Cresson 1874.  Messatoporus arcuatus ingår i släktet Messatoporus och familjen brokparasitsteklar. Inga underarter finns listade i Catalogue of Life.